# Kênh Tháp Mười
Kênh Tháp Mười (tên khác: Kênh Nguyễn Văn Tiếp) là một con kênh đổ ra Sông Vàm Cỏ Tây. Kênh có chiều dài 93 km. Kênh Tháp Mười chảy qua các tỉnh Long An, Tiền Giang, Đồng Tháp.